# 133
133（百三十三、ひゃくさんじゅうさん）は自然数、また整数において、132の次で134の前の数である。

## 性質
- 133は合成数であり、約数は 1, 7, 19, 133 である。
  - 約数の和は160。
- 44番目の半素数である。1つ前は129、次は134。
- 7番目の八角数である。1つ前は96、次は176。
- 1/133 = 0.007518796992481203... (下線部は循環節で長さは18)
  - 逆数が循環小数になる数で循環節が18になる7番目の数である。1つ前は114、次は152。
- 133 = 110 + 111 + 112
  - a = 11 のときの a0 + a1 + a2 の値とみたとき1つ前は111、次は157。
  - 11の累乗和とみたとき1つ前は12、次は1464。(オンライン整数列大辞典の数列 A016123)
    - 133 = 113 − 1/11 − 1 = 123 + 1/12 + 1

  - 素数 p = 11 のときの p0 + p1 + p2 の値とみたとき1つ前は57、次は183。(オンライン整数列大辞典の数列 A060800)
- 44番目のハーシャッド数である。1つ前は132、次は135。
  - 7を基としたとき3番目のハーシャッド数である。1つ前は70、次は322。
  - a0 + a1 + a2 で表せる5番目のハーシャッド数である。1つ前は111、次は2353。
  - 半素数がハーシャッド数になる7番目の数である。1つ前は111、次は201。
- 約数の和が133になる数は1個ある。(121) 約数の和1個で表せる31番目の数である。1つ前は127、次は138。
  - 約数の和が奇数になる14番目の奇数である。1つ前は127、次は171。
- 各位の和が7になる12番目の数である。1つ前は124、次は142。
- 各位の平方和が19になる最小の数である。次は313。(オンライン整数列大辞典の数列 A003132)
  - 各位の平方和が n になる最小の数である。1つ前の18は33、次の20は24。(オンライン整数列大辞典の数列 A055016)
- 各位の立方和が55になる最小の数である。次は313。(オンライン整数列大辞典の数列 A055012)
  - 各位の立方和が n になる最小の数である。1つ前の54は33、次の56は1133。(オンライン整数列大辞典の数列 A165370)
- 各位の積が9になる6番目の数である。1つ前は119、次は191。(オンライン整数列大辞典の数列 A034056)
- 133 = 23 + 53
  - 2つの正の数の立方数の和で表せる12番目の数である。1つ前は128、次は152。(オンライン整数列大辞典の数列 A003325)
  - 異なる2つの正の数の立方数の和で表せる8番目の数である。1つ前は126、次は152。(オンライン整数列大辞典の数列 A024670)
  - n = 3 のときの 2n + 5n の値とみたとき1つ前は29、次は641。(オンライン整数列大辞典の数列 A074600)
- 133 = 42 + 62 + 92
  - 3つの平方数の和1通りで表せる51番目の数である。1つ前は120、次は136。(オンライン整数列大辞典の数列 A025321)
  - 異なる3つの平方数の和1通りで表せる40番目の数である。1つ前は121、次は137。(オンライン整数列大辞典の数列 A025339)
  - n = 2 のときの 4n + 6n + 9n の値とみたとき1つ前は19、次は1009。(オンライン整数列大辞典の数列 A074567)
  - 完全数496、8128の各位の平方和である。
    - 133 = 42 + 92 + 62 = 82 + 12 + 22 + 82
- 133 = 132 − 36
  - n = 13 のときの n2 − 36 の値とみたとき1つ前は108、次は160。(オンライン整数列大辞典の数列 A098847)
- 133 = 125 + (1 + 2 + 5)
  - n = 5 のときの n3 とその各位の和との和とみたとき1つ前は74、次は225。(オンライン整数列大辞典の数列 A123135)

## その他 133 に関連すること
- Maxtor社が提唱するATAPIの規格としてUltra ATA/133がある。
- 年始から数えて133日目は5月13日、閏年は5月12日。
- 西暦133年
- 1967年以降、秒の定義にセシウム133が用いられている。
- 第133代ローマ教皇はヨハネス13世（在位：965年10月1日～972年9月6日）である。
- 1981年～2011年にかけて行われたスペースシャトルは合計135回のフライト回数であったが2件の事故のため結果133回のミッションを成功させた。(スペースシャトルのミッション一覧参照)